# Cameron Culbert
Cameron Culbert detto Cam (3 febbraio 1977) è un ex sciatore alpino e sciatore freestyle canadese.

## Biografia
Culbert, originario di North Bay, iniziò la sua carriera nello sci alpino: esordì in Nor-Am Cup il 18 novembre 1994 a Breckenridge in slalom speciale e in Coppa del Mondo il 20 novembre 1997 a Park City in slalom gigante, sua unica presenza nel massimo circuito internazionale, in entrambi i casi senza completare la prova. In Nor-Am Cup ottenne
due podi, entrambi in supergigante (3º il 22 febbraio 1999 a Sugarloaf e 2º il 27 febbraio 2000 a Snowbasin), e prese per l'ultima volta il via il 16 dicembre 2003 a Lake Louise nella medesima specialità (17º); si ritirò dallo sci alpino al termine di quella stessa stagione 2003-2004 e la sua ultima gara nella disciplina fu uno slalom gigante FIS disputato il 4 marzo a Georgian Peaks.
Dalla stagione 2007-2008 si dedicò al freestyle, specialità ski cross: debuttò nella disciplina in occasione della gara di Coppa del Mondo disputata il 12 gennaio a Les Contamines (34º) e nel massimo circuito internazionale ottenne il miglior piazzamento il 14 gennaio 2009 a Flaine (13º) e prese per l'ultima volta il via il 22 dicembre 2009 a San Candido, ultima gara della sua carriera, classificandosi 58º. Non prese parte a rassegne Giochi olimpici invernali o iridate, né nello sci alpino né nel freestyle.

## Palmarès

### Sci alpino

#### Nor-Am Cup
- Miglior piazzamento in classifica generale: 2º nel 2000
- 2 podi:
  - 1 secondo posto
  - 1 terzo posto

#### Campionati canadesi
- 1 medaglia:
  - 1 argento (slalom gigante nel 2000)

### Freestyle

#### Coppa del Mondo
- Miglior piazzamento in classifica generale: 113º nel 2009
- Miglior piazzamento nella classifica di ski cross: 33º nel 2009

#### Coppa Europa
- 1 podio:
  - 1 vittoria

##### Coppa Europa - vittorie
| Data          | Località      | Paese  | Specialità |
| ------------- | ------------- | ------ | ---------- |
| 1º marzo 2008 | Sierra Nevada | Spagna | SX         |

Legenda:

SX = ski cross

#### Australia New Zealand Cup
- 1 podio:
  - 1 secondo posto